# Kダブシャイン
Kダブシャイン（ケーダブシャイン、本名：各務 貢太〈かがみ こうた〉、1968年5月8日 - ）は、日本のヒップホップMC、タレント。
ヒップホップグループキングギドラのメンバー。かつて所属していた事務所はワタナベエンターテインメント。旧表記はK DUB SHINE。東京都渋谷区出身。独身。
1995年にキングギドラのメンバー及びリーダーとしてアルバム『空からの力』でデビュー。1997年にアルバム『現在時刻』でソロデビューし、2006年12月にはradio aktive projectを結成。
2015年から2021年まではワタナベエンターテインメントに所属し、地上波ゴールデンタイムのクイズ番組などにも出演する等、活動の場を広げた。なお、ワタナベエンターテインメントにはミュージシャンやタレントではなく文化人として所属していた。アメリカのヒップホップを正解とするならば、日本一のラッパーはこの人物であると称する声も多い。キングギドラのメンバーZEEBRAも、全てを創造したのは彼であると称する。

## 来歴
東京都渋谷区富ヶ谷にて母一人子一人の母子家庭に育つ（1980年代には同区神山町に転居）。 幼少の頃は病弱で、入退院を繰り返しており、小学生になるまで生きられないかもしれないと言われていたという。小学校時代には、中学受験のために四谷大塚へも通塾していたが、地元の渋谷区立松濤中学校に進んだ。高校は町田市にある私立高校へ入学。すぐに中退して、産経新聞社の主催する交換留学制度を利用して、アメリカ合衆国フロリダ州の高校へ留学。帰国後はテンプル大学ジャパンキャンパスに通ったが、後に中退した。
1980年代半ば頃にアメリカのヒップホップに出会い、後に自身もラップをするようになる。当初は、日本語はラップには向かないと考え英語でラップをしていたが、アメリカ人の友人に「何故日本語でラップしないのか」と問われた事をきっかけに、日本語によるラップを模索しはじめる。
1993年　友人であったZEEBRAに自身の日本語によるラップを聴かせたところ意気投合し、ZEEBRAの幼馴染のDJ OASISを加え、日本語ラップグループ キングギドラを結成する。グループでは自身が活動コンセプトを発案し、リーダーを務める。
1995年　キングギドラのメンバーとしてアルバム『空からの力』でレコードデビュー。
1996年　ヒップホップイベントさんピンCAMPに出演。ソロ曲「機能停止」も披露する。キングギドラとしての活動を停止し、ソロでの活動を開始する。同年発行のS.H.フェルナンドJ.R.著　石山淳 訳『ヒップホップ・ビーツ』に翻訳協力・アルバム解説という形で参加している。
1997年　カッティング・エッジよりアルバム『現在時刻』を発表しソロメジャーデビュー。DJ OASISらと共にアトミックボム・プロダクションズを設立する。
1998年　MISIAの楽曲「陽のあたる場所」のリミックス曲に客演として参加。法務省主催の「社会を明るくする運動〜HIP HOPを見て聴いて若者を語る〜」に若者と大人を繋ぐ存在として参加。ヒップホップをほとんど聞かないような参加層の前でラップを披露。ヒップホップと社会との関係性を語り、若者と社会（大人）、双方の歩み寄りを訴えた。 ちなみに主催した政治家と友人であり、昔は一緒に悪い事をした仲でもある。
1999年　アトミックボム・プロダクションズを法人化し、渋谷を拠点に本格的に事業を開始する。
2000年　2ndアルバム『生きる』をリリース。2001年　ミニアルバム『SAVE THE CHILDREN』をリリース。
2002年　キングギドラを再結成。発表したシングルが次々オリコンチャートインし、地上波のゴールデンタイムの音楽番組である『ミュージックステーション』、『HEY!HEY!HEY! MUSIC CHAMP』、CDTVに出演、知名度を上げる。同年に発表したアルバム『最終兵器』はオリコン初登場3位にランクインする。自身やキングギドラのPVを手掛ける薗田賢次が監督を務め、親交のある窪塚洋介が主演した映画『凶気の桜』で初の音楽監督を務める。児童虐待をテーマにしたコンセプトアルバム『CHANGE THE GAME』に参加。
2003年　初のベストアルバム『世界遺産』を発表。カッティングエッジからソニーミュージックレコーズに移籍、11月27日「オレはオレ」をリリースし、ソロ活動を再開。
2004年　自身の生い立ちや半生を綴ったコンセプトアルバム『理由』を発表。収録曲「来たぜ」の中のリリックからDEV LARGEとのビーフが勃発（後述）。出演しているスペースシャワーTVの時事放談番組『第三会議室』が放送を開始。
映画『デビルマン』に楽曲「彼が去れば」を提供。同曲を収録したEP『自己表現』をiTunes Storeで配信。DJ OASISと共にRadio Aktive Project（後にradio aktive projeqtに改名）を始動。
2007年　映画『それでも生きる子供達へ』の応援ソングとして書き下ろした楽曲「ソンはしないから聞いときな」を配信。自身の半生を綴った書籍『渋谷のドン - Kダブシャインと渋谷のリアルな30 年史』を発表。
2008年　映画版及びOVA版『デトロイト・メタル・シティ』の劇中曲に「フロムNYシティ」を提供。アニメ版には声優として出演もしている。妄走族のメンバー剣桃太郎と同席し和解。
2009年　5月27日、Radio Aktive Projeqtとしてファーストアルバム「neworlder」を発売。8月5日、少年犯罪事件の犠牲者となり他界した高校生（ケンタS）が生前に録音していたラップ曲を、高校生がキングギドラのファンだったと知ったDJ OASISと共に「今の世の中」としてiTunes Storeで配信。名義は「K ダブシャイン feat. ケンタS」
2010年　1月27日、新曲3枚と2009年に発表した「今の世の中」を含む、2枚目のベストアルバムとなる「自主規制」を発売。
2011年　3月18日、自身のTwitterにて、キングギドラ名義で東北地方太平洋沖地震の被災者への義援金チャリティー・コンサートを行う計画を立てていることを明かす。4月30日、キングギドラを再結成させ、大阪城野外音楽堂で開催された東北地方太平洋沖地震チャリティーライブ「KEEP YOUR HEADS UP！」でライブを行う。
2012年　9月19日、昨年発生した東日本大震災から、その後の日本の状況についてまでの心情を綴った約8年ぶりとなるシングル「沈まぬ太陽」を発売。

## 人物・その他
- 愛称は「コッタ」「コッちゃん」。別名は「ビッグコッタ」「渋谷のドン」「最後の皇帝」「K二乗(K自乗)」「Mr.Atomic Bomb」「ミコータ・カガ」等多数。インターネット掲示板では「Kダブさん」や「かがみん」と呼ばれることもある。
- 名前のK DUBは本名のイニシャルK.K（KのDouble→Dub）から来ている。この名前に定着する以前は、「MC SHINE」や「サムライマー」と名乗っていた[要出典]。
- 若い頃は不良で、渋谷区宇田川町に在った「Rビル」（2008年に解体）の前に集まっていた事から、「R's（アールズ）」という集団を結成していた[6][14]。しかし、本人達はこれをいわゆるチーマーの集団（チーム）ではなく、自警団と称していたようである[6]。
- 子供の頃に剣道とサッカーをやっていた。中学時代はサッカー部だった[8]。
- アメリカに8年間留学していたため英語が堪能であり、現地の大学にも通っていた事から文法的にもかなりしっかりした英語を話すことが出来る[8]。
- 「韻を踏まないとラップではあるけどヒップホップではない。」と述べており、押韻に関しては語感さえ合っていれば全て母音が合ってなくてもいいとし、簡単に踏める韻と自分にしか踏めない韻を織り交ぜていくのをスタイルとしている[15]。
- 仮面ライダーが好きで、宇多丸によると一時期玩具のコレクションもしていたという[16]。
- ジムのジャグジーで騒いでいた十一代目市川海老蔵を叱ったことがある。2010年、海老蔵が傷害事件に遭った事件が報道された後、犯人が色黒の男ということである歌舞伎関係者に犯人でないかと疑われ困ったという[17]。
- いわゆるツッコミというものに価値を見出さず、面白いことやおかしいことはそれ以前に決まっていると考えている。またいちいちオチをつけて話すような風潮にも否定的である。[18]

## 他のラッパーとの関係

### DEV LARGEとのビーフ
2004年6月19日、BUDDHA BRANDのDEV LARGEと思われる人物がK DUB SHINEをディスした曲、「ULTIMATE LOVE SONG」がとあるサイトにアップされ、一気にビーフに発展した。
内容は、K DUB SHINEの新作『理由』の収録曲である「来たぜ」の中での、「BUDDHA BRANDとのバトルは俺が完全に食った」といった挑発的な内容の歌詞が発端。また、英語を多用するDEV LARGEは、「日本語ラップ」と称しながら英語を多用するK DUB SHINEのバイリンガル・ラップを以前から批判しており、それに対してK DUB SHINEが激怒したことが原因であった。
6月22日にDEV LARGEがInterFMのラジオ番組『Joint One Radio Show / DEN説の火曜日』に出演し、この曲をかけたため本人によるものである事が発覚した。K DUB SHINEはこれに反応し、10日後の6月22日にアンサーソング「1 THREE SOME」を同じくネット上で発表。内容は「急にどうしたのか」という様な問いかけやDEV LARGEがソロアルバムを出していないことへの皮肉などを歌うものであった。これに対しDEV LARGEは更なるアンサーソング「前略ケイダブ様」を発表した。
なお、DEV LARGEは2006年にソロアルバムをリリースした。
DEV LARGEとは、オークランドに住んでいた1993年当時から面識があり、先に日本に帰国した後もDEV LARGEとは今後の活動について長距離電話でやりとりをしていた。また、DEV LARGEの帰国後も、家が近所であったことから、親交は続いていた。
2013年、MAKI THE MAGICの死を機に両者は和解した。
なお、後にK DUB SHINEの「1 THREE SOME」はDJ MASAKI『BEST OF K DUB SHINE（Blendz Version）』に収録され、DEV LARGEの「ULTIMATE LOVE SONG」、「前略ケイダブ様」は刃頭のミックステープ『現場デ炸裂』に収録されている（『前略ケイダブ様』は『前略、ケイダブ様お元気ですか？pt.2』として）。また「ULTIMATE LOVE SONG」はI-DeAのアルバム『self-expression』に「Ultimate Love Song（Letter） feat. MONEV MILS & 漢」として別バージョンが収録されている。
2015年にDEV LARGEが逝去した際にはKダブシャインがTwitter（現X）で追悼コメントを寄せた。

### ZEEBRAとの関係
キングギドラのメンバーであるZEEBRAとは、アングラ志向寄りのK DUB SHINEとオープンなZEEBRAというヒップホップに対する価値観の違いから不仲とされていた（ヒップホップ雑誌のインタビューでも両者共に価値観は違うと認めている）。DJ OASISは「仲が悪い訳じゃない。お互いの考え方が違うだけ。それは二人とも分かってること」とどちらの肩を持つわけでもなく、話している。1996年のキングギドラの活動停止も、リーダーのK DUB SHINEが抱くキングギドラのコンセプトに、幅広いヒップホップの音楽をやりたかったZEEBRAが賛同しなかったことが理由とされている。会話の弾みからではあるがZEEBRAを「元相棒」と発言したり、「（俺が死んだとして）ZEEBRAは（葬式に）来ない」と話したこともある。
一方、Radio Aktive ProjectがZEEBRAが司会をしていた番組『シュガーヒルストリート』に出演し、2007年1月11日（12日）に放送され、このときに撮られた写真がDJ OASISのブログに掲載されており、K DUB SHINEがDJ OASISとZEEBRAと肩を組んでいる写真や話をしている写真が掲載されている。さらに1月の『DANGEROUS』ではZEEBRA、K DUB SHINE、DJ OASISそしてRHYMESTERの宇多丸四人で写っている写真も公開されている。後日の『第三会議室』の公開収録の際に、この事に話が及んだがK DUB SHINEはこれを「お芝居」と語っており、実際の所は不明である。
2007年3月31日、RHYMESTERのライブ、『King of Stage vol.7 at 日本武道館』で、キングギドラとして一時再結成しRHYMESTERと共に「口から出まかせ」を披露した。K DUB SHINEにこの武道館ライブに出演するように宇多丸が催促する様子が過去に第三会議室で放送された。
2008年11月1日、ZEEBRAが同じく日本武道館で、デビュー20周年を飾る公演『ZEEBRA 20th ANNIVERSARY THE LIVE ANIMAL in 武道館』を行った。多数の縁のあるゲストが出演したがK DUB SHINEは現れず、キングギドラの揃い踏みは実現しなかった。この件に関して『第三会議室』内で、宇多丸が参加を強く促すもK DUB SHINEが頑なに拒み続ける様子が放送された。
その後、早稲田大学で行われた『第三会議室』の公開収録においても、ゲストであり、武道館ライブに出演したYOU THE ROCKから武道館ライブに来なかった事について強く責められた。この件について後にK DUB SHINEは1995年にキングギドラとして一緒にデビューしたのでZeebraがデビュー20周年ではない事を指摘し、当時自分に対しディスを行っていて対立関係だったゲストとコラボレーションしていたことに関しても不満を述べている。
2009年、B BOY PARKの会場で行われた『第三会議室』の公開収録 では、ZEEBRAがMummy-Dとともにゲストとして登場し、K DUB SHINEと共演した。ZEEBRA退場後、宇多丸にこの二人はすごく仲がいいとコメントされると「表面上はね」「カメラの前ではホント仲良し」とコメントしている。
一方で2011年の再結成以降、ZeebraとK DUB SHINEが共演した際、仲については問われると明確に否定するなど、不仲を一蹴するコメントもしている。

### ポップなラップに対して
セルアウトの傾向のあるヒップホップを極端に嫌う。キングギドラ「公開処刑」ではKICK THE CAN CREW、RIP SLYMEを暗にディスした（その後、この2グループとは和解したようである）。また、『理由』収録の「なんでそんなに」ではこの頃頻出していた歌手やSOUL'd OUTを批判している。「公開処刑」以後は特定のラッパーに向けたディスはしておらず、ソロ楽曲『いつもの』、radio aktive projeqtの「そりゃあないよ」でもポップなラップをする者全般に関して言及している。
かつてアトミックボムに所属していたラッパー童子-Tに対して、DJ MASAKIのミックステープ「DJ MASAKI Presents R.A.P. Special MixShow」においてディスした（DJ MASAKIのブログにおいてトラックリスト欄にDissin by童子-Tと表記されている）。
また、2009年7月28日に「R-Festa2009」に出演した後、悪ガキGプロダクション のメンバーのTHE A-WORD a.k.a. 日の丸240が、ブログにて「Rフェスタで童子-Tがコッタ君（K DUB SHINE）に胸ぐらを掴まれて、泣かされたらしい」といった記事を投稿した。

### 他のラッパーからのディス
DEV LARGEにディスされたほか、剣桃太郎から、「きたないおっさん」にて、般若から、「サンクチュアリ」にて、SEEDAから、SEEDA & DJ ISSO『CONCRETE GREEN 3』特典CD-R収録曲にてディスされている。本人はこれらに対して、楽曲「いつもの」のリリックやインタビュー にて「CDを売るための話題作り。2回戦ボーイがチャンピオンとタイトル・マッチなんて出来るわけないだろ。いい加減にしてくれよなー、ウィー。」としている。その後、Kダブシャインと剣桃太郎は、両者による話し合いが行なわれ和解した。

## 交友関係
派閥的な対立はほとんどせず、上記の対立関係にあるラッパーと友好的なミュージシャン（RIP SLYMEやKICK THE CAN CREWの兄貴分であり、DEV LARGEとも親交を持つ宇多丸など）でも交流を持つ事が多い。盟友・DJ OASISの他、『第三会議室』で共演している宇多丸が在籍するRHYMESTER、DABO、DJ MASTERKEYら親交がある。

## 思想
靖国神社に積極的に参拝、ロシアで行われた世界愛国者政党会議に一水会と共に参加するなど、保守的なラッパーとして知られていた。
対米自立(戦後レジームからの脱却)、日本文化の保護などをテーマとした曲を多数リリースしており、保守派の中でも新右翼系強硬保守派と見られている(実際に一水会代表の木村氏とも親交がある)。
2013年12月26日に安倍首相が靖国神社に参拝した際、中国・韓国との関係が日々悪化している事と、その日が毛沢東の誕生日である事を理由に批判 するなど、主に保守派から支持を集めている安倍政権には概ね批判的である、とされていたが第240回一水会フォーラム「ウクライナ政権は米ネオコンの傀儡だ(R5/2/15)」でゲスト講演した際には「(アメリカ・ファーストを掲げ自国第一主義を採った)トランプ(米前大統領)と交流してから変わった」などとある程度功績を認める発言をしている。
また、義務教育で小学校低学年には「自由」という教科を設け、自由と自分勝手、無秩序の違いや、人としての尊厳がなぜ守られるべきなのか? といった基本的なことについて授業してほしいと述べるなど、リベラル色が強まりつつ自由主義的な思想や考え方も多く主張していた。
2021年頃よりTwitter上にて友人DJ OASISと共に、Qアノンに賛同する投稿やリツイートを繰り返し、Qダブシャインなどと揶揄されるようになった(本人もそのことをネタにしている)。また、トランスジェンダーやブラック・ライブズ・マターに対しても否定的である。

## ディスコグラフィ

### シングル
1. 禁じられた遊び（カッティング・エッジ/エイベックス） 1998年9月18日発売 *廃盤
2. 天国と地獄（アトミック・プロダクションズ/Pヴァイン） 2000年6月25日発売
3. オレはオレ（アトミックボム・レコーズ/ソニー・ミュージックレコーズ） 2003年11月27日発売 *レーベルゲートCD2
4. 今なら（アトミックボム・レコーズ/ソニー・ミュージックレコーズ） 2004年2月4日発売 *レーベルゲートCD2
5. 正真正銘（アトミックボム・レコーズ/ソニー・ミュージックレコーズ） 2004年4月28日発売 *レーベルゲートCD2
6. 沈まぬ太陽（ワーナー・ミュージック） 2012年9月19日発売

### ミニアルバム
1. 説明不要（カッティング・エッジ/エイベックス） 1998年12月23日発売
2. SAVE THE CHILDREN（カッティング・エッジ/エイベックス） 2001年9月19日発売
3. 自己表現（アトミックボム・レコーズ/BBMC）2006年10月25日発売

### アルバム
1. 現在時刻（カッティング・エッジ/エイベックス） 1997年12月10日発売、2003年12月3日再発 *再発盤はCCCD
2. 生きる（カッティング・エッジ/エイベックス） 2000年12月13日発売、2003年12月3日再発 *再発盤はCCCD
3. 理由（アトミックボム・レコーズ/ソニー・ミュージックレコーズ） 2004年7月14日発売、SPECIAL EDITION 2005年11月2日発売 *通常盤はレーベルゲートCD2
4. 新日本人（N.R.G.MUSIC/ATOMIK RECORDS） 2016年12月21日発売

### ベストアルバム
1. 世界遺産 -THE BEST OF K DUB SHINE- 1996→2002（アトミックボム/avex trax） 2003年1月29日発売 *CCCD
2. 自主規制（ワーナーミュージック・ジャパン） 2010年1月27日発売

### iTunes Store
1. いつもの（SINGLE）（アトミックボム・レコーズ） 2006年3月9日配信開始（先行リリース）
2. 自己表現（MINI ALBUM）（アトミックボム・レコーズ） 2006年8月30日配信開始（先行リリース）
3. ソンはしないから聞いときな（ワーナーミュージック・ジャパン） 2007年6月13日配信限定
4. 物騒な発想（まだ斬る!!）feat. DELI（ワーナーミュージック・ジャパン） 2014年3月19日配信限定 - ※Kダブシャイン + 宇多丸名義
5. O.R.E.（N.R.G.ミュージック）2014年5月30日配信限定

### MIX CD
1. 世界遺産 THE BEST OF K DUB SHINE MIX CD＋DVD - Mixed by DJ OASIS（アトミックボム/avex trax） 2003年9月18日発売 *CCCD
2. WOTC：CM44.8　#20　BASEMENT BLEND 2004 －K DUB SHINE－ - Mixed by FLOURISH O.T.C. 2004年発売
3. THE KING OF TOKYO - Mixed by DJ HIGH-D 2004年・ライヴ会場限定発売
4. BEST OF K DUB SHINE（Blendz Version） - Mixed by DJ MASAKI　（CREAM RECORDS） 2004年11月1日発売
5. BEST OF K DUB SHINE Pt.2 BIG KOTTA RETURNS - Mixed by DJ MASAKI（CREAM RECORDS） 2006年10月18日発売

### その他作品
- GenaratioNxxx 2019年4月5日配信（kダブシャイン監修のコンピレーション・アルバム）[38]

### 客演
- V.A. 『さんピンCAMP ECD PRESENTS THE ORIGINAL MOTION PICTURE SOUNDTRACK』（1996年6月5日）
  - 7. 機能停止（K DUB SHINE & DJ KENSEI）
- SOUL SCREAM 『THE DEEP』（1996年7月31日）
  - 10. 闇ノ我レ feat. K DUB SHINE
- ECD 『BIG YOUTH』（1997年5月28日）
  - 10. ECDのロンリーガール feat. K DUB SHINE
- MISIA 『陽のあたる場所』（1998年5月21日）
  - 3. 陽のあたる場所（DJ MASTERKEY Remix 〜 feat. K DUB SHINE）
- V.A. 『Synchronicity』（1999年3月25日）
  - 3. 1999（そんな感じ）（K DUB SHINE & SAGE）
- T.A.K. THE RHHHYME 『ANOTHER SIDE』（1999年6月25日）
  - 2. ANOTHER SIDE feat. DJ OASIS, Q, K DUB SHINE
  - 4. ANOTHER SIDE（REMIX）feat. DJ OASIS, Q, K DUB SHINE
- DJ YUTAKA 『UNITED NATIONS』（2000年1月13日）
  - 9. WORLD WIDE feat. K DUB SHINE
- V.A. 『Break Audio Dynamite』（2000年2月19日）
  - 2. Money T-rap（DOHZI-T feat. K DUB SHINE）
- DJ OASIS 『マジ興味ねえ』（2000年3月25日）
  - 1. マジ興味ねえ feat. K DUB SHINE
- Zeebra 『BASED ON A TRUE STORY』（2000年6月14日）
  - 9. 結婚の理想と現実 - ※ラップではなく、アウトロに語りで参加。
- 14 -fourteen- 『Black Boat』（2000年8月23日）
  - 1. Black Boat feat. K DUB SHINE
- DJ OASIS 『東京砂漠』（2001年1月31日）
  - 9. 完全勝利 feat. K DUB SHINE, 童子-T, DIDI
- DJ OASIS 『ハルマゲドン』（2001年3月14日）
  - 1. ハルマゲドン feat. ZEEBRA, K DUB SHINE
- DJ OASIS 『キ・キ・チ・ガ・イ』（2001年4月25日）
  - 1. キ・キ・チ・ガ・イ feat. 宇多丸 & K DUB SHINE - ※500枚限定でアナログ盤のみの発売[39]。
- V.A. 『凶気の桜 オリジナル・サウンドトラック』（2002年10月17日）
  - 2. アウトロー（K DUB SHINE feat. ZEEBRA）
  - 7. 生き証人（青のブルース）
  - 13. 凶気の桜
- V.A. 『CHANGE THE GAME』（2002年12月18日）
  - 1. CHANGE THE GAME（DJ OASIS feat. K DUB SHINE, ZEEBRA, 童子-T, UZI, JA飛龍, O.J&S.T, KM-MARKIT）
  - 7. テレビジョン（D.O.I. feat. K DUB SHINE）
- DJ YUTAKA 『SELF DESTRUCTION』（2003年3月5日）[40]
  - 1. SELF DESTRUCTION feat.ZEEBRA, K DUB SHINE, RHYMESTER + KOHEI JAPAN & ラッパ我リヤ
- 童子-T 『第三の男』（2003年4月2日）
  - 6. Atomic Bomb Party feat. K DUB SHINE, DJ OASIS
- V.A. 『3 on 3』（2003年4月23日）
  - 4. 時の流れに身をまかせ
- BOY-KEN 『NO SATISFACTION』（2003年6月11日）
  - 2. NO SATISFACTION feat. TWIGY, K DUB SHINE
- V.A. 『DEVILMAN オリジナル・サウンドトラック』（2004年10月6日）
  - 8. 彼が去れば
- DJ MASTERKEY 『DADDY’S HOUSE VOL.3』（2005年1月26日）
  - 18. デイ アフター トゥモロー  feat. K DUB SHINE, DJ OASIS, 童子-T
- 童子-T 『童夢』（2005年2月23日）
  - 8. HOLA? feat. K DUB SHINE, DJ OASIS
- DJ OASIS 『ウォーターワールド』（2005年7月27日）
  - 4. だからどこでも feat. K DUB SHINE, 三善善三, JUN-G
  - 8. アトミックボム feat. K DUB SHINE, 童子-T
  - 14. これ feat. K DUB SHINE
- ARIA 『FALLIN'』（2007年1月24日）
  - 2. SHINE ON Feat.K DUB SHINE
- Mr.BEATS a.k.a. DJ CELORY 『BEAUTIFUL TOMORROW』（2008年1月16日）
  - 5. 大人の責任 feat. CRAZY KEN, 宇多丸, K DUB SHINE
- JUN-GMC 『路上の太陽』（2008年3月14日）
  - 8. 感謝 feat. 三善善三, K DUB SHINE
- MC鬼刃 BY K ダブ シャイン 『フロム NY シティ〜for the movie〜』（2008年8月13日）
  - 1. フロムNYシティ -※実写映画『デトロイト・メタル・シティ』に出てくるキャラクター・MC鬼刃（演:ダイノジ・大地洋輔）の楽曲という設定で制作された。なお、PVにはKダブ本人も参加している[41]。
- L-VOKAL 『Lovin'』（2010年3月3日）
  - 5. EDUTAINMENT feat. K DUB SHINE
- DJ TY-KOH 『YOU KNOW WHAT IT IZ THE MIXTAPE』（2011年9月7日）
  - 5. ケツにマシンガン(REMIX) feat. DJ TY-KOH, K DUB SHINE & SHINGO★西成
- DJ OASIS 『東京砂漠2011 Desertification』 （2011年11月18日）
  - 6. マジ興味ねぇ 90’Mashup Feat. Kダブシャイン
  - 26. ハルマゲドン 90’Mashup Feat. Kダブシャイン & Zeebra
- Zeebra 『Black World/White Heat』（2011年12月14日）
  - 3. Pop feat.K DUB SHINE & DJ OASIS - ※Black Worldに収録。
- DJ PMX 『THE ORIGINAL II』（2012年9月5日）[42]
  - 2. その時が来るまで… feat. K DUB SHINE
- AKLO 『THE ARRIVAL』（2014年9月3日）[43]
  - 5. RGTO feat. SALU, H.TEFLON & K DUB SHINE
- UZI 『フジヤマ』（2014年12月3日）
  - 8. 韻 feat. K DUB SHINE
- MINMI 『新MINMI☆FRIENDS 〜"BAD" MINMI"というネタをラッパー、トラックメーカーがどう料理したのか〜』（2015年7月22日）[44]
  - 7. jealous Remix by banvox featuring K DUB SHINE
- TeddyLoid 『SILENT PLANET 2 EP vol.4 feat. アイナ・ジ・エンド（BiSH）』（2017年3月17日）[45]
  - 2. SHOUT IT OUT feat. アイナ・ジ・エンド（BiSH） & Kダブシャイン
  - 3. SHOUT IT OUT feat. アイナ・ジ・エンド（BiSH） & Kダブシャイン (Remix)
- SUGIZO 『ONENESS M』（2017年11月29日）[46]
  - 4. Rebellmusik feat.K Dub Shine
- Novel Core, COMA-CHI, Kダブシャイン「On Our Shoulder」(2019年）[47]
- UZI 『韻 pt.2 (feat. K DUB SHINE)』（2020年10月10日）
  - 1. 韻 pt.2 (feat. K DUB SHINE)[48]
- さかいゆう 『PASADENA』（2025年3月19日）[49]
  - 6. What About You feat. Kダブシャイン

### 映画音楽
- 凶気の桜 オリジナル・サウンドトラック （2002年10月17日。映画公開は2002年10月19日）

## 主な出演

### バラエティ番組
- 第三会議室（スペースシャワーTV） 2004年4月 -
- 痛快!明石家電視台　2014年9月8日
- くりぃむVS林修!年越しクイズサバイバー（テレビ朝日）2014年12月31日 - 2015年1月1日、2015年5月13日、2015年12月31日 - 2016年1月1日、2016年6月29日、2016年12月31日 - 2017年1月1日、2017年6月28日
- 5時に夢中　2015年2月24日
- ミレニアムズ　2015年4月13日
- アウト×デラックス　2015年4月16日
- ハモネプ　2015年9月18日 - 審査員
- ドレミファドン　2015年9月29日
- バナナ♪ゼロミュージック　2016年6月4日
- 人気芸能人にイタズラ! 仰天ハプニング100連発　2016年6月28日
- 行列のできる法律相談所　2017年3月19日[50]
- 水曜日のダウンタウン　TBSテレビ
- フリースタイルダンジョン　テレビ朝日
- 痛快！明石家電視台　MBS
- フリースタイルティーチャー テレビ朝日 - 教授 役[51]

### 映画

#### 出演作品
- デトロイト・メタル・シティ（2008年8月23日、東宝）

#### 字幕監修
- ビーツ、ライムズ・アンド・ライフ -ア・トライブ・コールド・クエストの旅-（2012年日本公開）[52]
- Nas タイム・イズ・イルマティック（2014年公開）[53]
- ワイルド・スタイル（2015年日本公開）[54]

### インターネットテレビ
- #日本で一番カワイイ女の子をこの番組が、決めちゃうゾTV（2016年4月15日 - 2017年3月24日、AbemaTV） - 進行 役[55]
- ラップスタア誕生!（2017年5月5日 - ） - 審査員[56]
- ライムスター宇多丸の水曜The NIGHT（2018年10月4日 - 2020年4月29日、AbemaTV） - アシスタント
- タベドリ（2018年10月15日 - 11月6日、AbemaTV） - エロ四天王[57]
- 情熱報道ライブ「ニューズ・オプエド®」（2014年11月7日・2016年6月2日・2017年3月7日、NOBORDER NEWS TOKYO）
- KダブシャインのHIPHOPカレッジ（dTVチャンネル）[58]

### 声優
- デトロイト・メタル・シティ（OVA、2008年8月8日、東宝） - MC鬼刃（木林進）役
- 魔女見習いをさがして（劇場アニメ、2020年11月13日、東映） - 代表 役[59]

### ラジオ（ゲスト出演）
- ライムスター宇多丸のウィークエンド・シャッフル（2007年8月11日、2008年8月30日、2010年1月23日、TBSラジオ）
- ザ・トップ5（2011年11月9日、TBSラジオ）
- SCHOOL OF LOCK! スカパー！校内放送ラッパーズ（2018年8月10日、TOKYO FM）[60][61]
- 「たまむすび」、「ウィークエンドシャッフル」、「アフター6ジャンクション」（TBSラジオ）

### インターネットラジオ
- Revisited:（2017年4月2日 - 9月24日、WREP）

### コラボレーション動画
- 家事ラップ（花王とのコラボレーション動画シリーズ）[62]

## 著書
- 渋谷のドン - Kダブシャインと渋谷のリアルな30年史（2007年7月20日、講談社）